# Литвинов Сергій Миколайович (спортсмен)
Сергій Миколайович Литвинов (рос. Сергей Николаевич Литвинов, 23 січня 1958, хутір Цукерова Балка, Кущевський район, Краснодарський край, СРСР — 19 лютого 2018, Сочі, Краснодарський край, Росія) — радянський легкоатлет, олімпійський чемпіон (1988) та дворазовий чемпіон світу (1983, 1987), екс-рекордсмен світу. Дворазовий чемпіон СРСР (1979, 1983). Заслужений майстер спорту СРСР (1983).
Батько метальника молота Сергія Литвинова. В останні роки — тренер.

## Виступи на Олімпіадах
| Олімпіада   | Дисципліна     | Місце |
| ----------- | -------------- | ----- |
| Москва 1980 | метання молота | 2     |
| Сеул 1988   | метання молота | 1     |